# 赫希海姆
赫希海姆（德語：Höchheim，發音：[ˈhøːçˌhaɪm]）是德国巴伐利亚州下弗兰肯行政区伦-格拉布费尔德县的市镇，总面积25.25平方千米，2023年12月31日总人口为1,040人。